# Архангельское (деревня, Москва)
Архангельское — деревня в Троицком административном округе Москвы (до 1 июля 2012 года была в составе Наро-Фоминского района Московской области). Входит в состав поселения Новофёдоровское.

## Население
| 1852 | 1859 | 1899 | 1926 | 2002 | 2006 | 2010 |
| ---- | ---- | ---- | ---- | ---- | ---- | ---- |
| 191  | ↘179 | →179 | ↘178 | ↘1   | ↗2   | ↗12  |

Согласно Всероссийской переписи, в 2002 году в деревне проживала 1 женщина. По данным на 2005 год, в деревне проживало 2 человека.

## География
Деревня Архангельское находится в западной части Троицкого административного округа, примерно в 27 км к западу от города Троицка, у истока небольшой речки Милотинки бассейна Пахры. В деревне одна улица — Дачная, приписано два садоводческих товарищества.
Рядом с деревней к югу проходит граница с поселением Киевский. Сразу за границей находится локомотивное депо сортировочной станции Бекасово-Сортировочное. Автомобильной прямой связи нет, попасть можно только перейдя пути пешком. В 1,3 км на северо-запад (асфальтированная дорога) расположена пассажирская платформа Бекасово-Центральное Большого кольца Московской железной дороги. Ближайший населённый пункт — посёлок Зосимова Пустынь.

## История
В середине XIX века село Архангельское относилось ко 2-му стану Верейского уезда Московской губернии и принадлежало статскому советнику Булыгину Василию Ивановичу, в селе была церковь, 17 дворов, крестьян 82 души мужского пола и 109 душ женского.
В «Списке населённых мест» 1862 года — владельческое сельцо по правую сторону 2-го Подольского тракта (от Новокалужского тракта к границе Подольского уезда), в 45 верстах от уездного города и 13 верстах от становой квартиры, при колодце, с 22 дворами и 179 жителями (81 мужчина, 98 женщин).
По данным на 1899 год — деревня Рудневской волости Верейского уезда с 179 жителями.
В 1913 году — 36 дворов.
По материалам Всесоюзной переписи населения 1926 года — центр Архангельского сельсовета Наро-Фоминской волости Звенигородского уезда в 11,7 км от Кубинского шоссе и 10,7 км от станции Нара Киево-Воронежской железной дороги, проживало 178 жителей (100 мужчин, 78 женщин), насчитывалось 60 хозяйств, из которых 27 крестьянских, имелась школа шитья и кройки.
1929—1963, 1965—2012 гг. — населённый пункт в составе Наро-Фоминского района Московской области.
1963—1965 гг. — в составе Звенигородского укрупнённого сельского района Московской области.